# Olympia-Crew 1936 (Kriegsmarine)

Olympische Ringe als Mützenabzeichen und U-Boot-Wappen

Unter der Olympia-Crew wurden Marineoffiziere der Kriegsmarine mit dem Eintrittsjahr 1936 zusammengefasst.

## Crewgeschichte
Die Bezeichnung der Crew wurde mit Bezug zu den Olympischen Sommerspielen 1936 in Berlin gewählt. Sie bestand aus ca. 370 Seeoffiziersanwärtern. Dazu kamen noch 66 Ingenieuroffiziersanwärter, 36 Waffenoffiziersanwärter und weitere ca. 50 andere Offiziersgattungen. Über 140 von ihnen wurden später U-Boot-Kommandanten.
Die Crew nahm in drei Teilcrews ab 1936 für ca. ein Jahr an unterschiedlichen Auslandsausbildungsfahrten teil, welche in drei Reiseberichten festgehalten wurden. Die Schulschiffe der Crew waren die Emden, die Schlesien und die Schleswig-Holstein. Anschließend wurden die meisten zu Fähnrichen befördert. Die Gesamtdienstzeit in der Ausbildung dauerte 30 Monate. Ein Teil der Marineoffiziere wurden anschließend zur Luftwaffe abkommandiert und später wieder der Kriegsmarine zugeordnet, wie beispielsweise Georg Paul von Rabenau und Ralf Thomsen.
Die Angehörigen der Crew trugen die olympischen Ringe als Mützenabzeichen. Später übernahmen viele der Angehörigen dieser Crew als U-Boot-Kommandanten dieses Symbol als Turmemblem. Beispiele hierfür sind U 97, U 306, U 344, U 505, U 802, U 869 oder U 995. Insgesamt trugen 55 U-Boote der Kriegsmarine die olympischen Ringe als Turmwappen.
Von den knapp 500 Offizieranwärtern der Crew überlebten ca. 460 den Krieg.

## Bekannte Crewmitglieder (Auswahl)
- Thilo Bode (1918–2014), Journalist
- Hans-Jürgen Hellriegel (1917–1944), Marineoffizier
- Otto Ites (1918–1982), Marineoffizier
- Gustav Poel (1917–2009), U-Boot-Kommandant im Zweiten Weltkrieg, Stahlmanager und Unternehmensberater
- Victor Graf von Reventlow-Criminil (1916–1992), Politiker
- Rolf Steinhaus (1916–2004), Vizeadmiral der Bundesmarine
- Rolf Thomsen (1915–2003), Flottillenadmiral der Bundesmarine